# Eduard Krüger
Pour les articles homonymes, voir Krüger.
Eduard Krüger (1893-1963) est un cavalier allemand. Il participa aux Jeux olympiques d'été de 1928

## Biographie
Eduard Krüger naît le 24 mars 1893, à Metz, en Lorraine. À l’âge de 35 ans, il participe aux Jeux olympiques d'été de 1928, à Amsterdam. Il se classe 7e au Saut d'obstacles en équipe et 7e finalement. Eduard Krüger décéda à Munich en Bavière, le 5 novembre 1963.

## Sources
- Eduard Krüger sur sports-reference.com